# 遊☆戯☆王 真デュエルモンスターズII 継承されし記憶
『遊☆戯☆王 真デュエルモンスターズII 継承されし記憶』（ゆうぎおう しんデュエルモンスターズツー けいしょうされしきおく）は2001年9月6日にコナミ（現・コナミデジタルエンタテインメント）から発売されたPlayStation 2用ゲームソフトである。海外では『Yu-Gi-Oh! The Duelists of the Roses』のタイトルで販売されている。

## 概要
『遊☆戯☆王 真デュエルモンスターズ 封印されし記憶』の続編。薔薇戦争の時代・世界観を反映させ、前作の主人公とセトの子孫が戦いを繰り広げていく。他シリーズと大きく異なる点として、シミュレーション要素が強いことが挙げられる。遊☆戯☆王オフィシャルカードゲーム デュエルモンスターズの公式ルールとは違う「パーフェクトルール」を採用している。
「パーフェクトルール」では移動の概念の存在と、デッキを率いるデッキリーダーの存在が特に大きく異なる。モンスターカードすべてに経験値が存在し、デッキリーダーにするには500の経験値が必要になっている。経験値が上がると階級も上がり、経験値が500では少尉だが、65535では元帥となる。カードの総数は853枚。デュエルに勝つことでスロットを行い、出たカードを貰うことができる。スロットマシンに表示されるのはデュエル中に相手が使った魔法・罠カードまたは自分が倒した相手のモンスター。同じカードを揃える（フィーバー）ことで強力なカードを入手することができる。
ゲーム開始直後に赤薔薇（ユギ）と白薔薇（セト）のどちらに付くかを選択し、それによってストーリーが変わる。赤薔薇は劣勢という設定のため、赤薔薇の方が難易度は高い。両方のルートをクリアすると全キャラクターと対戦できるようになる。
オリジナルキャラクター、オリジナルモンスター、シナリオ原案の作成は原作者の高橋和希。

## あらすじ
1480年代イングランド王国では、ランカスター家（赤薔薇）とヨーク家（白薔薇）の王位継承争い「薔薇戦争」が起こっていた。白薔薇派の圧倒的な優勢が続いていたが、起死回生を狙って赤薔薇派サイモン・マクムーランによって薔薇の決闘者と呼ばれる主人公が召喚される。また、赤薔薇派の最後のプリンスであるユギ（正式名：ヘンリー・チューダー）と白薔薇派の戦士であるセト（正式名：クリスチャン・ローゼンクロイツ）は古代エジプトに続き再度宿命の対決を繰り広げていた。

## 登場人物
主人公
薔薇の決闘者。薔薇十字団に対抗するために、異世界からサイモンによってストーンヘンジに召喚された。強いデュエルパワーを持っている。

### 赤薔薇派
ユギ（正式名：ヘンリー・チューダー）
原作での武藤遊戯。赤薔薇派のプリンス。ウェールズの名家の血筋。フランスでの亡命生活を強いられている。デッキリーダーはブラック・マジシャン。
アンズ
原作での真崎杏子。ユギの婚約者。デッキリーダーの「ダンシング・エルフ」を使った天使族で構成されている。
T・フォンダ・グレイ
原作での本田ヒロト。カニ歩き戦法を使う。デッキリーダーは「カルボナーラ戦士」を中心とした多種族の混成デッキを使う。
マーガレット・ビーヘン・ボウフォート
原作での孔雀舞。ユギの母親。デッキリーダーは「ハーピィ・レディ」を主としたドラゴン・超獣族デッキ。
ジョーノ（クリストファー・アーズウィック）
原作での城之内克也。デッキリーダーは「炎の剣士」を主とした戦士・ドラゴン族デッキを使用。
J・シャーディー・モートン
原作でのシャーディー。デッキリーダーの「千年ゴーレム」を主とした岩石・炎族を使う。
ジャスパー・ダイス・チューダー
原作での武藤双六。ユギは甥に当たる。デッキリーダーは封印されしエクゾディア。を中心とした魔法使い族中心。
サイモン・マクムーラン
原作でのシモン・ムーラン。ドルイド僧。チュートリアルとして登場。

### 白薔薇派
セト（正式名：クリスチャン・ローゼンクロイツ）
原作での海馬瀬人。薔薇十字団のリーダー。仲間からはコードネームのクリスチャン・ローゼンクロイツで呼ばれる。青眼の白龍の顔が付いた鎧を纏っている。かつて一族が契約していたという守護カード神を探し求め、世界中を放浪している。元アメンポテフ朝神官セトの子孫。デッキリーダーは青眼の白龍。
インセクター
原作でのインセクター羽蛾。デッキリーダーは「昆虫人間（ベーシック・インセクト）」を中心とした昆虫族デッキ。
ダイナソー
原作でのダイナソー竜崎。デッキリーダーは「二頭をP持つキング・レックス」を主とした恐竜族デッキ。
ネクロマンサー
原作でのゴースト骨塚。「ゴースト王・バンプキング」をデッキリーダーとするアンデット中心。
ダークネスルーラー
原作でのプレイヤーキラー闇使い。「闇魔界の覇王」をデッキリーダーとした悪魔族デッキ。
キース
原作でのキース・ハワード。薔薇十字団のカードプロフェッサーと呼ばれている機械族使い。デッキリーダーは「スロットマシンAM-7」。
ラビリンスルーラー
原作での迷宮兄弟（あるいは前作の迷宮神官）。額に「L」の文字がある。デッキリーダーは「モンスターテイマー」。
ペガサス・クロフォード（トマス・スタンリー）
原作でのペガサス・J・クロフォード。白薔薇派の有力貴族。スタンリー卿とも呼ばれる。怪しげな古代カード魔術を使う「薔薇十字団」を雇い入れた。リチャード3世に息子を人質に取られている。「イリュージョニスト・ノーフェイス」をデッキリーダーにしたトゥーンデッキを使う。
イシュタル
原作でのイシズ・イシュタール。「黒木盛のウイッチ」をデッキリーダーとした魔法使いと水族の混成デッキを使う。
リチャード・ヘイシーン・オブ・ヨーク（リチャード3世）
イングランド王。デザインでは前作に登場した「ヘイシーン」になっている。デッキリーダー「牛魔人」を主とした戦士・獣戦士デッキを使う。

### その他
バクラ（ジャック・ケイド、モーティマー）
原作での獏良了。ブルターニュのカード傭兵の長。デッキリーダー「ダーク・プラント」を主とした低コストデッキを使う。
ソード・フィッシャーマン
原作での梶木漁太。ブルターニュのカード傭兵。ドーヴァー海峡を縄張りにしている。デッキリーダーは「海竜神（リヴァイアサン）」を主とした水属性デッキを使う。
カード魔神 マナウィザン
ラスボス。前作に登場したカード魔神の兄。赤薔薇編と白薔薇編で使用するデッキが異なる。赤薔薇ルートはルートは『スカルビショップ』をデッキリーダーにしたウイルスマスの多様型、白薔薇ルートは「チャクラ」をデッキリーダーとした高火力モンスターデッキ。

## 同梱カード
5種類のカードのうち3種類が封入されている。
- 妖精王オベロン
- サイファー・スカウター
- ニュート
- 電磁ミノ虫
- リグラス・リーパー

### 攻略本同梱カード
- 魔法除去細菌兵器

## 関連書籍
- 遊☆戯☆王真デュエルモンスターズII継承されし記憶―プレイステーション2版（Vジャンプブックス-ゲームシリーズ）（2001年9月6日発行、ISBN 978-4-08-779131-0）